# Seschemnefer III.
Seschemnefer III. (auch Seschemnofer III. gelesen) ist der Name eines altägyptischen Beamten und Priesters der späten 5. Dynastie zur Zeit des Alten Reiches. Am Ende seiner Karriere war er Wesir und Vorsteher aller Arbeiten des Königs. Er lebte und wirkte unter den Pharaonen Niuserre, Menkauhor und Djedkare Isesi. Seschemnefer III. ist durch sein reich dekoriertes Mastabagrab bekannt, dessen Inschriften für Ägyptologen wie Historiker von gewissem Interesse sind: sie liefern wichtige Details zu und tiefe Einblicke in das Traditions- und Clanwesen altägyptischer Familien des Alten Reiches.

## Zur Person

### Familie
Seschemnefer III. war der Enkel von Seschemnefer I. und der Sohn von Seschemnefer II. Das Bemerkenswerte hieran ist zum einen, dass sich der Personenname „Seschemnefer“ über mindestens vier Generationen hinweg zurückverfolgen lässt. Die Seschemnefer-Familie hatte fast nur Söhne, Neffen und Enkel, die ihrerseits ebenfalls „Seschemnefer“ hießen. Es ist unbekannt, warum genau die Namensvergebung so einseitig ausfiel, möglicherweise wollte man so die direkte Verwandtschaft und Genealogie des Clans zum Ausdruck bringen.
Zum anderen fällt auf, dass der Name „Seschemnefer“ bei ausnahmslos allen Personen mit denselben Hieroglyphen geschrieben wurde. Dies ist ein Kuriosum, das Archäologen und Ägyptologen gelegentlich Probleme bereiten kann, weil Verwechslungsgefahr besteht und dadurch Grabinschriften, Titel und/oder Fundobjekte dem falschen „Seschemnefer“ zugeordnet werden könnten. Der Umstand, dass alle Namensträger gewisse Amtstitel miteinander teilten, macht die Sache freilich nicht einfacher. Eine Lösung bieten bestimmte Titulaturen, die ein „Seschemnefer III.“ trug, aber nicht ein „Seschemnefer I.“ oder ein „Seschemnefer IV.“. Außerdem heiratete jeder eine Dame unterschiedlichen Namens.
Seschemnefers III. Verwandte sind mit Namen und Titeln in seinem Grab dargestellt. Auf der Westwand sieht man eine Frauengestalt, die von einem sehr kleinen nackten Jungen mit Jugendlocke, der ägyptischen Kennzeichnung für kleine Kinder, am Bein berührt wird. Die Beischrift nennt sie „seine Mutter“ und ihren Namen, Henutsen. Das ist deshalb bedeutsam, weil sie unter dem gleichen Namen im Grab Seschemnefers II. als dessen Ehefrau genannt wird. Damit kann die Abstammung Seschemnefers III. als gesichert gelten. Der kleine Junge ist wohl ihr Sohn, der Grabinhaber selbst.
Ebenfalls auf der Westwand wird ein Mann namens Rawer als „sein Bruder“ bezeichnet. Hinter ihm ist ein weiterer Mann zu sehen, der auch den Namen Rawer trägt; darunter stehen zwei Männer, beide mit dem Namen Seschemnefer. Für diese drei wird kein Verwandtschaftsverhältnis angegeben. Es handelt sich vermutlich um die Kinder des Bruders, also um die Neffen Seschemnefers III.
Als „seine geliebte Ehefrau“ wird Hetepheres vorgestellt. Die Kinder des Ehepaares finden sich auf der Südwand des Grabes. Vor dem sitzenden Grabherrn überreicht ihm „sein ältester Sohn“ Seschemnefer eine Lotosblüte. Im Register darunter sitzen drei Männer neben der Beischrift „seine Kinder“; sie tragen (von links nach rechts) die Namen Seschemnefer, Seschemnefer und Neferseschemptah. Hermann Junker kommentiert dies so: „Ganz ungewöhnlich ist die Namengebung, drei der Söhne heißen wie der Vater, während sonst meist nur ein Sohn dessen Namen erbt.“ Ähnlich heißt es in der Grabdokumentation von Emma Brunner-Traut: „Es ist bemerkenswert, aber nicht einmalig in Ägypten, daß drei Brüder gleich gerufen werden, sie tragen den in der Familie traditionellen Namen Seschemnofer. Ebenso sind auch ihre beiden Vettern (Westwand) genannt.“

### Ämter und Karriere
Nach einer Zählung von Hermann Junker waren es 13 verschiedene Titel, die in Seschemnefers III. Grab aufgeschrieben worden sind. Am häufigsten – nämlich elfmal – wird der Titel Imi-ra-seschu-a-nesut (Jmj-r3-sšw-ˁ-nswt) „Vorsteher der königlichen Urkundenschreiber“ genannt. Dieser Titel gilt gemeinhin als das wichtigste Amt in der Schreiberverwaltung des Alten Reiches. Auch sein Vater trug diesen Titel wie sein ältester Sohn, der ihm wohl im Amt nachfolgte. Seine anderen drei Söhne, sein Bruder und zwei seiner Neffen waren alle Sesch-a-nesut (Sš-ˁ-nswt) „königliche Urkundenschreiber“, also in seinem Büro untergebracht. Man erkennt das „Bestreben, das Amt in der Familie zu erhalten“. Seine hohe Stellung wird durch weitere Titel unterstrichen: Heri-seschta-en-nesut (Ḥrj-sšt3-n-nswt) „Hüter des Geheimnisses des Königs“, Heri-seschta-en-udschet-medu-nebet-net-nesut (Ḥrj-sšt3-n-wḏt-mdw-nbt-nt-nswt) „Hüter des Geheimnisses aller Befehle des Königs“ und Imi-ra-perui-ahau (Jmj-r3-prwj-ˁḥ3w) „Vorsteher der Beiden Zeughäuser“. Ferner ist er Sab-adsch-mer (S3b-ˁḏ-mr) „Richter (und) Gauverwalter“, ohne dass ihm ein bestimmter Gau zugeordnet werden kann.
Nur auf der Südwand seines Grabes finden sich andere, und zwar noch höhere Titel: Taiti-s3b-tschati (T3jtj-s3b-ṯ3tj) „Oberrichter (und) Wesir“. Das ist das höchste Amt, das im Alten Ägypten zu vergeben war. Ursprünglich nur den Königssöhnen vorbehalten, kam es in der 5. Dynastie zu einer Verwaltungsreform, die es auch nicht-königlichen Ägyptern ermöglichte, in dieses Amt aufzusteigen. Sie erhielten dann zugleich den Titel Sa-nesut-en-chetef (S3-nswt-n-ẖt=f) „leiblicher Sohn des Königs“. So auch Seschemnefer III., obwohl er nachweislich kein Königssohn war; die ehemalige Verwandtschaftsbezeichnung war zu einem Rangtitel geworden. Der Wesir war auch verantwortlich für alle Bauvorhaben, insbesondere für den Bau der königlichen Grabanlage, was sich im Titel Imi-ra-kat-nebet-net-nesut (Jmj-r3-k3t-nbt-nt-nswt) „Vorsteher aller Arbeiten des Königs“ niederschlug, den auch Seschemnefer III. führte. Weitere Titel beziehen sich auf den priesterlichen Bereich wie Chetu-Min (Ḫtw-Mnw) „Gefolgsmann des Min“ und Hati-a-em-cheri-habet (Ḥ3tj-ˤ-m-ẖrj-ḥ3bt) „Fürst als Vorlesepriester“.
Die ganz unterschiedlichen Titulaturen (Ost- und Westwand auf der einen und Südwand auf der anderen Seite), die auf den Betrachter wirken, als ob es sich um verschiedene Personen handelt, haben Hermann Junker zu der Vermutung geführt, dass Seschemnefer III. die hohen Ämter erst erhielt, als das Grab fast schon fertig war. Sie konnten daher nur noch auf der Südwand aufgezeichnet werden.

### Der Grabherr und die Lotosblume

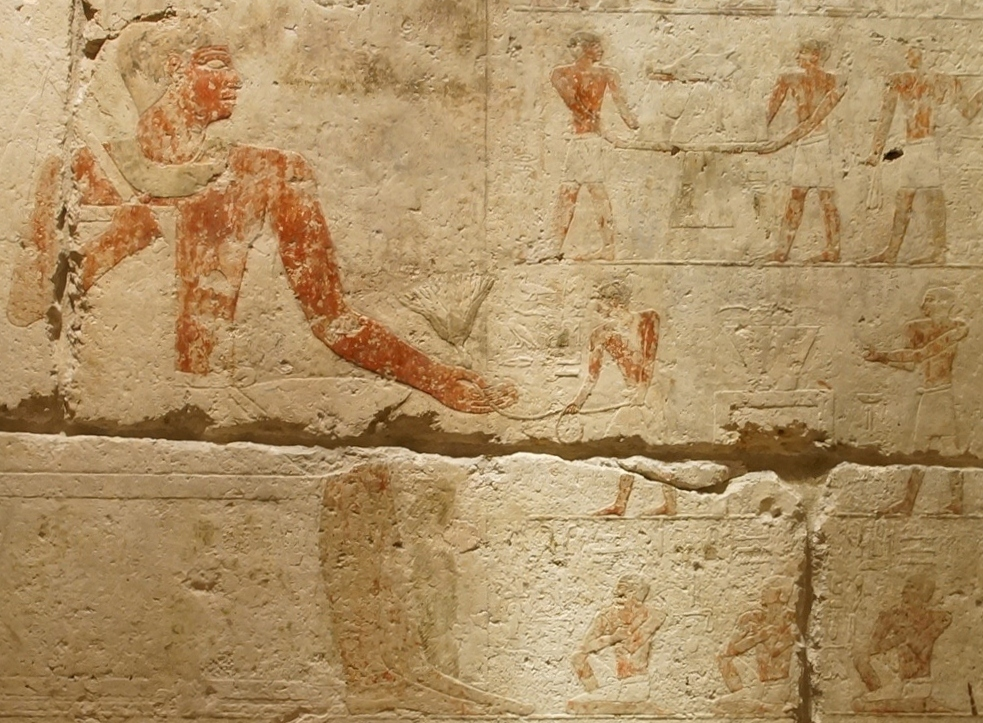
Lotosblüten-Szene, Südwand.

Eine ganz andere Sicht auf Seschemnefers III. Familie und Ämter hat sich in den letzten Jahren anhand der Szene auf der Südwand entwickelt, in der der „älteste Sohn“ Seschemnefer seinem Vater eine Lotosblüte überreicht. Dieser Szenentyp wurde eingehend von der Ägyptologin Gabriele Pieke untersucht, die insgesamt 29 Beispiele zusammengetragen hat. Die Szene aus der Mastaba des Iimeri (G 6020) zeigt, dass der sitzende Mann, dem die Lotosblüte überreicht wird, nicht der Grabinhaber, sondern dessen Vater ist. Das ergibt sich eindeutig aus den Beischriften, denn die Namen des Vaters und des Sohnes sind unterschiedlich. Da die Szene im Grab des Seschemnefers III. ganz ähnlich aufgebaut ist, kommt sie zu dem Schluss: „Berücksichtigt man nun die große konzeptionelle Nähe der Grabdekoration des Seschemnefer II. und III. zu der des Iimeri, so kann es als wahrscheinlich gelten, dass auch in diesen beiden Gräbern jeweils der Vater in der Laube und der als ‚Sohn und Vorsteher der Urkundenschreiber des Königs Seschemnefer‘ bezeichnete Grabherr beim Überreichen der Blüte dargestellt ist. (…) Diese Interpretation würde nach sich ziehen, dass Seschemnefer II. und nicht sein Sohn einen Wesirsposten und auch die anderen Titel (…) inne gehabt hätte, die bisher nicht in seinem Grab belegt sind.“
Diese Frage hat auch der Ägyptologe Hartwig Altenmüller in zwei Artikeln näher untersucht, mit dem Ergebnis: „Aus dem Vergleich der Namen ergibt sich nun mit annähernder Sicherheit, dass der im Grab von Seschemnefer III. genannte ‚leibliche Königssohn und Wesir‘ (…) tatsächlich Seschemnefer II. ist. Damit wird eine seit H. Junkers Untersuchungen zur Seschemnefer-Familie geltende Auffassung erschüttert, dass mit dem Titel des ‚leiblichen Königssohns und Wesirs‘ Seschemnefer III., in dessen Grab die Titel aufgezeichnet sind, gemeint sei.“ Die Tatsache, dass die hohen Titel nicht in Seschemnefers II. Grab auftauchen, erklärt Altenmüller so: „Perhaps we have to admit that the tomb decoration was already finished when Seshemnefer II took over the office as a vizier.“ (deutsch: „Vielleicht müssen wir davon ausgehen, dass die Grabdekoration bereits fertig war, als Seschemnefer II. das Amt des Wesirs übernahm.“) Eine weitere Konsequenz bezieht sich auf die in dieser Szene genannten Söhne: Nach Altenmüller sind es die Söhne Seschemnefers II. und nicht die des Grabherrn Seschemnefers III. Sie werden damit zu seinen Brüdern; zusammen mit dem an anderer Stelle genannten Bruder wären es dann insgesamt vier Brüder. Im Grab Seschemnefers II. werden aber zum Teil andere Söhne genannt. Nach einer erneuten Analyse dieser Zusammenhänge durch die australische Ägyptologin Gemma F. P. Green müssen die als „seine Kinder“ bezeichneten Personen nicht Söhne von Seschemnefer II. sein, denn sie sind es auch in der vergleichbaren Szene im Grab des Iimeri nicht.
Diese Interpretationsdifferenzen liegen vor allem darin begründet, dass so viele der beteiligten Personen den gleichen Namen tragen. Noch sind Altenmüllers Ergebnisse nicht allgemein akzeptiert worden. So hat z. B. Katrin Scheele-Schweitzer in ihrer Arbeit über die Personennamen des Alten Reiches, die 2014 erschienen ist, Junkers Auffassung von den Familienverhältnissen Seschemnefers III. wiederholt: „Hierbei ist insbesondere auf die Familiendynastie des S:šm-nfr [III] aus Giza zu verweisen, bei der anscheinend eine hochgradige Gebundenheit bei der Namenwahl des Nachwuchses vorliegt, wobei drei seiner vier Söhne und zwei seiner drei Neffen ebenfalls S:šm-nfr benannt sind.“

## Grab
Seschemnefer III. wurde in Gizeh in der Mastaba G 5170 bestattet. Eine zugehörige, reich geschmückte Kultkapelle mit Opfertisch-Szenen wurde 1910 bei von dem Unternehmer Ernst von Sieglin finanzierten Grabungen gefunden, die unter der Leitung des Ägyptologen Georg Steindorff standen. Von Sieglin erwarb die Kultkapelle in Gizeh und schenkte sie 1911 der Universität Tübingen. Die Kapelle wurde in Blöcke zerlegt und in die Sammlung des Ägyptologischen Instituts der Universität Tübingen im Schloss Hohentübingen als Teil des dortigen Museums verbracht, wo sie noch heute ausgestellt wird.